# Spongiophytaceae
Die Spongiophytaceae sind ein Formtaxon von Fossilien aus dem Devon. Sie umfasst verschiedene rätselhafte frühe Organismen, von denen einige Gefäßpflanzen darstellen können oder mit diesen in Beziehung stehen. Manche der Organismen besitzen einige der Merkmale von Gefäßpflanzen, allerdings nicht alle. Daher werden sie manchmal als Übergangsstadien in der Evolution der echten Gefäßpflanzen angesehen.
Vertreter der Spongiophytaceae sind unter anderem:
- Spongiophyton
- Orestovia
- Aculeophyton aus dem Unterdevon Sibiriens ähnelt Orestovia, besitzt aber an der Achsenoberfläche massive, konische Papillen.

## Belege
- Thomas N. Taylor, Edith L. Taylor, Michael Krings: Paleobotany. The Biology and Evolution of Fossil Plants. Second Edition, Academic Press 2009, ISBN 978-0-12-373972-8. S. 185f.